# Phil Collins/Auszeichnungen für Musikverkäufe

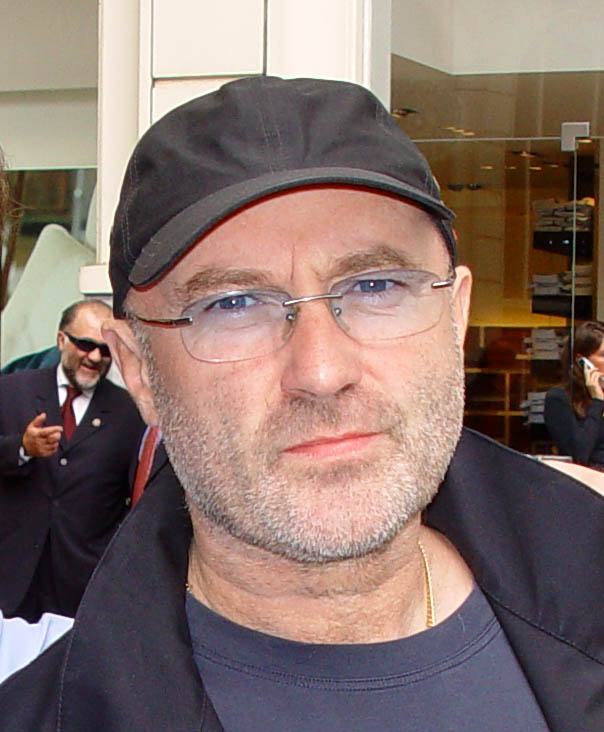
Phil Collins (2007)

Dies ist eine Übersicht über die Auszeichnungen für Musikverkäufe des britischen Sängers Phil Collins. Die Auszeichnungen finden sich nach ihrer Art (Gold, Platin usw.), nach Staaten getrennt in chronologischer Reihenfolge, geordnet sowie nach den Tonträgern selbst, ebenfalls in chronologischer Reihenfolge, getrennt nach Medium (Alben, Singles usw.), wieder.

## Auszeichnungen
| - Frankreich (IFPI) - 1989: für die Single Another Day in Paradise - 2001: für die Autorenbeteiligung Another Day in Paradise (Brandy feat. Ray J) - Vereinigtes Königreich - 1978: für die Autorenbeteiligung Follow You Follow Me (Genesis) - 1983: für die Autorenbeteiligung und Produktion Mama (Genesis) - 1983: für die Produktion Puss’n Boots (Adam Ant) - 1985: für die Single One More Night - 1985: für die Single Separate Lives - 1988: für die Single A Groovy Kind of Love - 1989: für die Single Two Hearts - 2018: für die Autorenbeteiligung Another Day in Paradise (Brandy feat. Ray J) - 2021: für die Single Sussudio - 2022: für die Single Strangers Like Me - 2024: für die Single Two Hearts - 2025: für die Single I Wish It Would Rain Down - Australien - 1988: für die Single A Groovy Kind of Love - 1990: für das Videoalbum Seriously Live In Berlin - 1990: für die Single Another Day in Paradise - 1996: für das Album 12″ers - 1998: für das Album Dance into the Light - 2001: für die Autorenbeteiligung Another Day in Paradise (Brandy feat. Ray J) - 2005: für das Videoalbum Serious Hits… Live! - Belgien - 1990: für das Album Face Value - 1990: für das Album Hello, I Must Be Going! - 1990: für das Album No Jacket Required - 1993: für das Album Both Sides - 1997: für das Album Dance into the Light - 2000: für das Album Tarzan - 2001: für die Autorenbeteiligung Another Day in Paradise (Brandy feat. Ray J) - 2002: für das Album Testify - 2003: für die Single Can’t Stop Loving You - 2005: für das Album Love Songs: A Compilation… Old and New - Brasilien - 1990: für das Album … But Seriously - 1996: für das Album Both Sides - 2002: für das Album …Hits - 2004: für das Album Love Songs: A Compilation… Old and New - 2012: für das Album Going Back - Dänemark - 1993: für das Album Both Sides - 2001: für die Autorenbeteiligung Against All Odds (Take a Look at Me Now) (Mariah feat. Westlife) - 2003: für das Album Testify - 2010: für das Album Going Back - 2022: für die Single Against All Odds (Take a Look at Me Now) - 2023: für das Album The Singles - 2023: für die Autorenbeteiligung Invisible Touch (Genesis) - 2024: für das Album … But Seriously - 2024: für die Single Strangers Like Me - Deutschland - 1989: für die Single A Groovy Kind of Love - 1990: für die Single Another Day in Paradise - 1989: für das Videoalbum Seriously Live In Berlin - 1993: für das Album 12″ers - 1996: für die Single In the Air Tonight - 1999: für das Album Tarzan - 2001: für die Autorenbeteiligung Another Day in Paradise (Brandy feat. Ray J) - 2001: für die Single In the Air Tonite - 2018: für die Single Do They Know It’s Christmas? - 2023: für die Single You Can’t Hurry Love - Finnland - 1985: für das Album No Jacket Required - 1990: für das Album Serious Hits… Live! - 1998: für das Album …Hits - Frankreich (IFPI) - 2000: für das Album Tarzan - 2003: für die Single Can’t Stop Loving You - 2024: für die Single You Can’t Hurry Love - 2025: für die Single Against All Odds (Take a Look at Me Now) - Frankreich (UPFI) - 2011: für das Videoalbum Going Back – Live At Roseland Ballroom - Hongkong - 1990: für das Album Face Value - Italien - 1987: für das Album No Jacket Required - 2005: für das Album Love Songs - 2013: für das Album …Hits - 2019: für die Single Another Day in Paradise - 2021: für die Single Against All Odds (Take a Look at Me Now) - 2021: für die Single You Can’t Hurry Love - Japan - 1991: für das Album Serious Hits… Live! - 1995: für das Album Both Sides - Kanada - 2010: für das Album Going Back - 2011: für das Videoalbum Going Back – Live At Roseland Ballroom - Neuseeland - 2005: für das Videoalbum Live & Loose in Paris - 2010: für das Album Going Back - 2022: für die Single You’ll Be In My Heart - 2022: für die Single Sussudio - 2023: für die Single A Groovy Kind of Love - 2023: für die Single I Wish It Would Rain Down - 2024: für die Single One More Night - 2025: für das Album The Singles - Niederlande - 1983: für die Single You Can’t Hurry Love - 1983: für das Album Hello, I Must Be Going! - 2002: für das Videoalbum Live & Loose in Paris - 2005: für das Videoalbum Serious Hits… Live! - 2005: für das Videoalbum Finally… The First Farewell Tour - Norwegen - 1996: für das Album Dance into the Light - Österreich - 1991: für das Album Hello, I Must Be Going! - 1992: für die Autorenbeteiligung und Produktion I Can’t Dance (Genesis) - 1996: für das Album Dance into the Light - 1999: für das Album Tarzan - 2002: für das Album Testify - 2004: für das Album Love Songs: A Compilation… Old and New - 2010: für das Album Going Back - Polen - 1997: für das Album Dance into the Light - 2010: für das Album Going Back - 2021: für die Single In the Air Tonight - 2024: für die Single Against All Odds (Take a Look at Me Now) - Portugal - 1994: für das Album Both Sides - Schweden - 1989: für das Album … But Seriously - 1989: für die Single A Groovy Kind of Love - 1993: für das Album Both Sides - 2000: für die Autorenbeteiligung Against All Odds (Take a Look at Me Now) (Mariah feat. Westlife) - 2002: für das Album Testify - 2004: für die Autorenbeteiligung This Is the World We Live In (Alcazar) - Schweiz - 1989: für die Single A Groovy Kind of Love - 2001: für die Autorenbeteiligung Another Day in Paradise (Brandy feat. Ray J) - 2005: für das Videoalbum Finally… The First Farewell Tour - 2010: für das Album Going Back - Spanien - 2005: für das Album Love Songs: A Compilation… Old and New - 2024: für die Single Against All Odds (Take a Look at Me Now) - 2024: für die Single You’ll Be In My Heart - 2024: für die Single Easy Lover - Vereinigte Staaten - 1984: für die Single Against All Odds (Take a Look at Me Now) - 1984: für die Single Do They Know It’s Christmas? - 1985: für die Single Easy Lover - 1989: für die Single Another Day in Paradise - 1989: für die Single A Groovy Kind of Love - 1991: für die Single In the Air Tonight - 1990: für die Single Sussudio - 1990: für die Single One More Night - 1997: für das Album Dance into the Light - 2006: für das Album Love Songs: A Compilation… Old and New - 2023: für die Single Two Worlds - 2023: für die Single You’ll Be In My Heart (Duett-Version mit Glenn Close) - 2023: für die Single Son of Man - Vereinigtes Königreich - 1988: für die Single Against All Odds (Take a Look at Me Now) - 1996: für das Album Dance into the Light - 2002: für das Album Testify - 2010: für das Album Going Back - 2016: für die Autorenbeteiligung Against All Odds (Take a Look at Me Now) (Mariah feat. Westlife) - 2023: für die Autorenbeteiligung Invisible Touch (Genesis) - 2020: für die Autorenbeteiligung und Produktion Loco in Acapulco (The Four Tops) - Frankreich (IFPI) - 2001: für das Album Dance into the Light - 2004: für das Album Love Songs: A Compilation… Old and New | - Argentinien - 1990: für das Album Face Value - 1993: für das Album Hello, I Must Be Going! - 1998: für das Album …Hits - 2000: für das Videoalbum Live & Loose in Paris - 2004: für das Videoalbum Finally… The First Farewell Tour - Australien - 1994: für das Album Both Sides - Belgien - 2010: für das Album Going Back - Brasilien - 2004: für das Videoalbum Live & Loose in Paris - 2004: für das Videoalbum Serious Hits… Live! - Dänemark - 2005: für das Album Love Songs: A Compilation… Old and New - 2021: für die Single In the Air Tonight - 2021: für das Album Tarzan - 2022: für die Single You’ll Be In My Heart - 2023: für die Single You Can’t Hurry Love - 2023: für die Single Another Day in Paradise - Deutschland - 1996: für das Album Dance into the Light - 2008: für das Videoalbum Serious Hits… Live! - 2010: für das Album Going Back - Europa - 1996: für das Album Dance into the Light - 2002: für das Album Testify - 2007: für das Album Love Songs: A Compilation… Old and New - Finnland - 1989: für das Album … But Seriously - Frankreich (IFPI) - 1993: für das Album Both Sides - 2010: für das Album Going Back - 2023: für das Album The Singles - Hongkong - 1989: für das Album No Jacket Required - 1990: für das Album … But Seriously - Irland - 2005: für das Album Love Songs: A Compilation… Old and New - Italien - 2019: für die Single In the Air Tonight - Japan - 1992: für das Album … But Seriously - Kanada - 1985: für die Single Easy Lover - 1985: für die Single Do They Know It’s Christmas? - 1996: für das Album Dance into the Light - 2005: für das Album Love Songs: A Compilation… Old and New - Neuseeland - 1983: für das Album Hello, I Must Be Going! - 1985: für die Single Do They Know It’s Christmas? - 2022: für die Single Against All Odds (Take a Look at Me Now) - 2022: für die Single Another Day in Paradise - 2023: für die Single Easy Lover - Niederlande - 1986: für das Album No Jacket Required - 1989: für das Album … But Seriously (WEA Records B.V.) - 1990: für das Album Serious Hits… Live! - 1990: für das Album … But Seriously (Warner Music Netherlands) - 1994: für das Album Both Sides - 1999: für das Album …Hits - 2003: für das Album Testify - 2008: für das Album Tarzan - Norwegen - 1994: für das Album Both Sides - 1998: für das Album …Hits - Österreich - 1990: für das Album Face Value - 1991: für das Album Serious Hits… Live! - 1993: für das Album No Jacket Required - 1994: für das Album Both Sides - 1998: für das Album …Hits - Portugal - 1991: für das Album Serious Hits… Live! - 2011: für das Videoalbum Serious Hits… Live! - Schweden - 1998: für das Album …Hits - Schweiz - 1993: für das Album Both Sides - 1996: für das Album Dance into the Light - 1998: für das Album Hello, I Must Be Going! - 1998: für das Album …Hits - 2000: für das Album Tarzan - 2002: für das Album Testify - 2004: für das Album Love Songs: A Compilation… Old and New - Spanien - 1993: für das Album No Jacket Required - 1996: für das Album Dance into the Light - 1999: für das Album Face Value - 2000: für das Album Tarzan - 2001: für das Album Hello, I Must Be Going! - 2003: für das Album Testify - 2024: für die Single Another Day in Paradise - 2024: für die Single You Can’t Hurry Love - 2024: für die Single In the Air Tonight - Vereinigte Staaten - 1989: für das Videoalbum No Jacket Required EP - 1990: für das Videoalbum Serious Hits… Live! - 1990: für das Videoalbum The Singles Collection - 1993: für das Album Both Sides - 2023: für die Single Strangers Like Me - Vereinigtes Königreich - 1984: für die Single Do They Know It’s Christmas? - 2013: für das Videoalbum Finally… The First Farewell Tour - 2013: für das Album Platinum Collection - 2021: für die Single You Can’t Hurry Love - 2022: für die Single Against All Odds (Take a Look at Me Now) (Digital) - 2022: für die Single Easy Lover - 2023: für die Single You’ll Be In My Heart - 2025: für die Single Another Day in Paradise - Deutschland - 1999: für das Album …Hits - 2004: für das Album Testify - 2008: für das Album Love Songs: A Compilation… Old and New - Australien - 2006: für das Videoalbum Live & Loose in Paris - Belgien - 1990: für das Album … But Seriously - Deutschland - 1994: für das Album Hello, I Must Be Going! - Frankreich (IFPI) - 1993: für das Album Face Value - 1993: für das Album No Jacket Required - 2001: für das Album …Hits - 2001: für das Album Hello, I Must Be Going! - 2003: für das Album Testify - Irland - 1990: für das Album … But Seriously - Italien - 1993: für das Album Both Sides - Japan - 2001: für das Album …Hits - Kanada - 1991: für das Album Serious Hits… Live! - 2002: für das Album Tarzan - Neuseeland - 1994: für das Album Both Sides - 2023: für die Single You Can’t Hurry Love - Niederlande - 2004: für das Album Face Value - Österreich - 1990: für das Album … But Seriously - Portugal - 1991: für das Album … But Seriously - 2005: für das Album Love Songs: A Compilation… Old and New - Schweiz - 1989: für das Album No Jacket Required - 1995: für das Album Face Value - Spanien - 1992: für das Album Serious Hits… Live! - 1994: für das Album Both Sides - 1998: für das Album …Hits - Vereinigte Staaten - 1999: für das Album Tarzan - Vereinigtes Königreich - 1993: für das Album Both Sides - 2005: für das Album Love Songs: A Compilation… Old and New - 2022: für die Single In the Air Tonight - 2023: für das Album The Singles | - Argentinien - 1989: für das Album No Jacket Required - 1993: für das Album … But Seriously - Australien - 1996: für das Album Serious Hits… Live! - 2009: für das Videoalbum Finally… The First Farewell Tour - Brasilien - 1996: für das Album Serious Hits… Live! - Deutschland - 1994: für das Album Both Sides - 1995: für das Album Serious Hits… Live! - 2005: für das Album No Jacket Required - Europa - 1994: für das Album Both Sides - Frankreich (IFPI) - 2005: für das Videoalbum Finally… the First Farewell Tour - Italien - 1990: für das Album … But Seriously - Kanada - 2005: für das Videoalbum Finally… the First Farewell Tour - Neuseeland - 2008: für das Album …Hits - Schweiz - 1999: für das Album Serious Hits… Live! - Vereinigte Staaten - 1997: für das Album Hello, I Must Be Going! - 1998: für das Album …Hits - 2016: für die Single In the Air Tonight (Digital) - 2023: für die Single You’ll Be In My Heart - Vereinigtes Königreich - 1994: für das Album Hello, I Must Be Going! - Deutschland - 2005: für das Album Face Value - Australien - 1986: für das Album No Jacket Required - 1996: für das Album Face Value - Belgien - 2014: für das Album …Hits - Kanada - 2004: für das Album …Hits - Neuseeland - 1985: für das Album Face Value - Portugal - 2011: für das Videoalbum Finally… the First Farewell Tour - Vereinigte Staaten - 1994: für das Album … But Seriously - 1999: für das Album Serious Hits… Live! - Vereinigtes Königreich - 1992: für das Album Serious Hits… Live! - Argentinien - 2003: für das Album Serious Hits… Live! - Australien - 1996: für das Album … But Seriously - Europa - 2010: für das Album …Hits - Neuseeland - 1991: für das Album … But Seriously - 1992: für das Album Serious Hits… Live! - 2025: für die Single In the Air Tonight - Schweiz - 1990: für das Album … But Seriously - Vereinigte Staaten - 1999: für das Album Face Value - Vereinigtes Königreich - 1995: für das Album Face Value - Deutschland - 2011: für das Videoalbum Finally… the First Farewell Tour - Argentinien - 2004: für das Videoalbum Serious Hits… Live! - Australien - 2016: für das Album …Hits - Deutschland - 1994: für das Album … But Seriously - Vereinigtes Königreich - 1989: für das Album No Jacket Required - 2014: für das Album …Hits - Kanada - 1991: für das Album … But Seriously - Spanien - 1990: für das Album … But Seriously - Dänemark - 2025: für das Album …Hits - Neuseeland - 1986: für das Album No Jacket Required - Vereinigtes Königreich - 2016: für das Album … But Seriously - Vereinigte Staaten - 2001: für das Album No Jacket Required - Frankreich (IFPI) - 1991: für das Album … But Seriously - 1996: für das Album Serious Hits… Live! - Kanada - 1986: für das Album No Jacket Required - 1996: für das Album Face Value |

## Auszeichnungen nach Alben

### Face Value
| Land/Region                  | Auszeichnungen für Musikverkäufe (Land/Region, Auszeichnung, Verkäufe) | Verkäufe   |
| ---------------------------- | ---------------------------------------------------------------------- | ---------- |
| Argentinien (CAPIF)          | Platin                                                                 | 60.000     |
| Australien (ARIA)            | 4× Platin                                                              | 280.000    |
| Belgien (BRMA)               | Platin                                                                 | 50.000     |
| Deutschland (BVMI)           | 7× Gold                                                                | 1.750.000  |
| Frankreich (SNEP)            | 2× Platin                                                              | 600.000    |
| Hongkong (IFPI/HKRIA)        | Gold                                                                   | 10.000     |
| Kanada (MC)                  | Diamant                                                                | 1.000.000  |
| Neuseeland (RMNZ)            | 4× Platin                                                              | 80.000     |
| Niederlande (NVPI)           | 2× Platin                                                              | 160.000    |
| Österreich (IFPI)            | Platin                                                                 | 50.000     |
| Schweiz (IFPI)               | 2× Platin                                                              | 100.000    |
| Spanien (Promusicae)         | Platin                                                                 | 100.000    |
| Vereinigte Staaten (RIAA)    | 5× Platin                                                              | 5.000.000  |
| Vereinigtes Königreich (BPI) | 5× Platin                                                              | 1.500.000  |
| Insgesamt                    | 2× Gold · 31× Platin · 1× Diamant ·                                    | 10.740.000 |

### Hello, I Must Be Going!
| Land/Region                  | Auszeichnungen für Musikverkäufe (Land/Region, Auszeichnung, Verkäufe) | Verkäufe  |
| ---------------------------- | ---------------------------------------------------------------------- | --------- |
| Argentinien (CAPIF)          | Platin                                                                 | 60.000    |
| Belgien (BRMA)               | Platin                                                                 | 50.000    |
| Deutschland (BVMI)           | 2× Platin                                                              | 1.000.000 |
| Frankreich (SNEP)            | 2× Platin                                                              | 600.000   |
| Neuseeland (RMNZ)            | Platin                                                                 | 20.000    |
| Niederlande (NVPI)           | Gold                                                                   | 50.000    |
| Österreich (IFPI)            | Gold                                                                   | 25.000    |
| Schweiz (IFPI)               | Platin                                                                 | 50.000    |
| Spanien (Promusicae)         | Platin                                                                 | 100.000   |
| Vereinigte Staaten (RIAA)    | 3× Platin                                                              | 3.000.000 |
| Vereinigtes Königreich (BPI) | 3× Platin                                                              | 900.000   |
| Insgesamt                    | 2× Gold · 15× Platin ·                                                 | 5.855.000 |

### No Jacket Required
| Land/Region                  | Auszeichnungen für Musikverkäufe (Land/Region, Auszeichnung, Verkäufe) | Verkäufe   |
| ---------------------------- | ---------------------------------------------------------------------- | ---------- |
| Argentinien (CAPIF)          | 3× Platin                                                              | 180.000    |
| Australien (ARIA)            | 4× Platin                                                              | 280.000    |
| Belgien (BRMA)               | Platin                                                                 | 50.000     |
| Deutschland (BVMI)           | 3× Platin                                                              | 1.500.000  |
| Finnland (IFPI)              | Gold                                                                   | 34.203     |
| Frankreich (SNEP)            | 2× Platin                                                              | 600.000    |
| Hongkong (IFPI/HKRIA)        | Platin                                                                 | 20.000     |
| Italien (FIMI)               | Gold                                                                   | 100.000    |
| Kanada (MC)                  | Diamant                                                                | 1.000.000  |
| Neuseeland (RMNZ)            | 8× Platin                                                              | 160.000    |
| Niederlande (NVPI)           | Platin                                                                 | 100.000    |
| Österreich (IFPI)            | Platin                                                                 | 50.000     |
| Schweiz (IFPI)               | 2× Platin                                                              | 100.000    |
| Spanien (Promusicae)         | Platin                                                                 | 100.000    |
| Vereinigte Staaten (RIAA)    | 12× Platin                                                             | 12.000.000 |
| Vereinigtes Königreich (BPI) | 6× Platin                                                              | 1.800.000  |
| Insgesamt                    | 2× Gold · 35× Platin · 2× Diamant ·                                    | 18.074.203 |

### 12″ers
| Land/Region        | Auszeichnungen für Musikverkäufe (Land/Region, Auszeichnung, Verkäufe) | Verkäufe |
| ------------------ | ---------------------------------------------------------------------- | -------- |
| Australien (ARIA)  | Gold                                                                   | 35.000   |
| Deutschland (BVMI) | Gold                                                                   | 250.000  |
| Insgesamt          | 2× Gold ·                                                              | 285.000  |

### … But Seriously
| Land/Region                  | Auszeichnungen für Musikverkäufe (Land/Region, Auszeichnung, Verkäufe) | Verkäufe   |
| ---------------------------- | ---------------------------------------------------------------------- | ---------- |
| Argentinien (CAPIF)          | 3× Platin                                                              | 180.000    |
| Australien (ARIA)            | 5× Platin                                                              | 350.000    |
| Belgien (BRMA)               | 2× Platin                                                              | 100.000    |
| Brasilien (PMB)              | Gold                                                                   | 100.000    |
| Dänemark (IFPI)              | Gold                                                                   | 10.000     |
| Deutschland (BVMI)           | 6× Platin                                                              | 3.000.000  |
| Finnland (IFPI)              | Platin                                                                 | 74.715     |
| Frankreich (SNEP)            | Diamant                                                                | 1.000.000  |
| Hongkong (IFPI/HKRIA)        | Platin                                                                 | 20.000     |
| Irland (IRMA)                | 2× Platin                                                              | 40.000     |
| Italien (FIMI)               | 3× Platin                                                              | 300.000    |
| Japan (RIAJ)                 | Platin                                                                 | 200.000    |
| Kanada (MC)                  | 7× Platin                                                              | 700.000    |
| Neuseeland (RMNZ)            | 5× Platin                                                              | 100.000    |
| Niederlande (NVPI)           | Platin (WEA Records B.V.) · + Platin (Warner Music Netherlands)        | 200.000    |
| Österreich (IFPI)            | 2× Platin                                                              | 100.000    |
| Portugal (AFP)               | 2× Platin                                                              | 80.000     |
| Schweden (IFPI)              | Gold                                                                   | 50.000     |
| Schweiz (IFPI)               | 5× Platin                                                              | 250.000    |
| Spanien (Promusicae)         | 7× Platin                                                              | 700.000    |
| Vereinigte Staaten (RIAA)    | 4× Platin                                                              | 4.000.000  |
| Vereinigtes Königreich (BPI) | 9× Platin                                                              | 2.750.000  |
| Insgesamt                    | 3× Gold · 67× Platin · 1× Diamant ·                                    | 14.304.715 |

### Serious Hits… Live!
| Land/Region                  | Auszeichnungen für Musikverkäufe (Land/Region, Auszeichnung, Verkäufe) | Verkäufe  |
| ---------------------------- | ---------------------------------------------------------------------- | --------- |
| Argentinien (CAPIF)          | 5× Platin                                                              | 300.000   |
| Australien (ARIA)            | 3× Platin                                                              | 210.000   |
| Brasilien (PMB)              | 3× Platin                                                              | 750.000   |
| Deutschland (BVMI)           | 3× Platin                                                              | 1.500.000 |
| Finnland (IFPI)              | Gold                                                                   | 41.520    |
| Frankreich (SNEP)            | Diamant                                                                | 1.000.000 |
| Japan (RIAJ)                 | Gold                                                                   | 100.000   |
| Kanada (MC)                  | 2× Platin                                                              | 200.000   |
| Neuseeland (RMNZ)            | 5× Platin                                                              | 75.000    |
| Niederlande (NVPI)           | Platin                                                                 | 100.000   |
| Österreich (IFPI)            | Platin                                                                 | 50.000    |
| Portugal (AFP)               | Platin                                                                 | 40.000    |
| Schweiz (IFPI)               | 3× Platin                                                              | 150.000   |
| Spanien (Promusicae)         | 2× Platin                                                              | 200.000   |
| Vereinigte Staaten (RIAA)    | 4× Platin                                                              | 4.000.000 |
| Vereinigtes Königreich (BPI) | 4× Platin                                                              | 1.200.000 |
| Insgesamt                    | 2× Gold · 37× Platin · 1× Diamant ·                                    | 9.916.520 |

### Both Sides
| Land/Region                  | Auszeichnungen für Musikverkäufe (Land/Region, Auszeichnung, Verkäufe) | Verkäufe    |
| ---------------------------- | ---------------------------------------------------------------------- | ----------- |
| Australien (ARIA)            | Platin                                                                 | 70.000      |
| Belgien (BRMA)               | Gold                                                                   | 25.000      |
| Brasilien (PMB)              | Gold                                                                   | 100.000     |
| Dänemark (IFPI)              | Gold                                                                   | 50.000      |
| Deutschland (BVMI)           | 3× Platin                                                              | 1.500.000   |
| Europa (IFPI)                | 3× Platin                                                              | (3.000.000) |
| Frankreich (SNEP)            | Platin                                                                 | 300.000     |
| Italien (FIMI)               | 2× Platin                                                              | 200.000     |
| Japan (RIAJ)                 | Gold                                                                   | 100.000     |
| Neuseeland (RMNZ)            | 2× Platin                                                              | 30.000      |
| Niederlande (NVPI)           | Platin                                                                 | 100.000     |
| Norwegen (IFPI)              | Platin                                                                 | 50.000      |
| Österreich (IFPI)            | Platin                                                                 | 50.000      |
| Portugal (AFP)               | Gold                                                                   | 20.000      |
| Schweden (IFPI)              | Gold                                                                   | 50.000      |
| Schweiz (IFPI)               | Platin                                                                 | 50.000      |
| Spanien (Promusicae)         | 2× Platin                                                              | 200.000     |
| Vereinigte Staaten (RIAA)    | Platin                                                                 | 1.000.000   |
| Vereinigtes Königreich (BPI) | 2× Platin                                                              | 600.000     |
| Insgesamt                    | 6× Gold · 21× Platin ·                                                 | 4.485.000   |

### Dance into the Light
| Land/Region                  | Auszeichnungen für Musikverkäufe (Land/Region, Auszeichnung, Verkäufe) | Verkäufe    |
| ---------------------------- | ---------------------------------------------------------------------- | ----------- |
| Australien (ARIA)            | Gold                                                                   | 35.000      |
| Belgien (BRMA)               | Gold                                                                   | 25.000      |
| Deutschland (BVMI)           | Platin                                                                 | 500.000     |
| Europa (IFPI)                | Platin                                                                 | (1.000.000) |
| Frankreich (SNEP)            | 2× Gold                                                                | 200.000     |
| Kanada (MC)                  | Platin                                                                 | 100.000     |
| Norwegen (IFPI)              | Gold                                                                   | 25.000      |
| Österreich (IFPI)            | Gold                                                                   | 25.000      |
| Polen (ZPAV)                 | Gold                                                                   | 50.000      |
| Schweiz (IFPI)               | Platin                                                                 | 50.000      |
| Spanien (Promusicae)         | Platin                                                                 | 100.000     |
| Vereinigte Staaten (RIAA)    | Gold                                                                   | 500.000     |
| Vereinigtes Königreich (BPI) | Gold                                                                   | 100.000     |
| Insgesamt                    | 9× Gold · 5× Platin ·                                                  | 1.710.000   |

### …Hits
| Land/Region                  | Auszeichnungen für Musikverkäufe (Land/Region, Auszeichnung, Verkäufe) | Verkäufe    |
| ---------------------------- | ---------------------------------------------------------------------- | ----------- |
| Argentinien (CAPIF)          | Platin                                                                 | 60.000      |
| Australien (ARIA)            | 6× Platin                                                              | 420.000     |
| Belgien (BRMA)               | 4× Platin                                                              | (200.000)   |
| Brasilien (PMB)              | Gold                                                                   | 100.000     |
| Dänemark (IFPI)              | 8× Platin                                                              | (160.000)   |
| Deutschland (BVMI)           | 3× Gold                                                                | (750.000)   |
| Europa (IFPI)                | 5× Platin                                                              | 5.000.000   |
| Finnland (IFPI)              | Gold                                                                   | (32.143)    |
| Frankreich (SNEP)            | 2× Platin                                                              | (600.000)   |
| Italien (FIMI)               | Gold                                                                   | (30.000)    |
| Japan (RIAJ)                 | 2× Platin                                                              | 400.000     |
| Kanada (MC)                  | 4× Platin                                                              | 400.000     |
| Neuseeland (RMNZ)            | 3× Platin                                                              | 45.000      |
| Niederlande (NVPI)           | Platin                                                                 | (100.000)   |
| Norwegen (IFPI)              | Platin                                                                 | (50.000)    |
| Österreich (IFPI)            | Platin                                                                 | (50.000)    |
| Schweden (IFPI)              | Platin                                                                 | (80.000)    |
| Schweiz (IFPI)               | Platin                                                                 | (50.000)    |
| Spanien (Promusicae)         | 2× Platin                                                              | (200.000)   |
| Vereinigte Staaten (RIAA)    | 3× Platin                                                              | 3.000.000   |
| Vereinigtes Königreich (BPI) | 6× Platin                                                              | (1.800.000) |
| Insgesamt                    | 4× Gold · 52× Platin ·                                                 | 9.525.000   |

### Tarzan
| Land/Region               | Auszeichnungen für Musikverkäufe (Land/Region, Auszeichnung, Verkäufe) | Verkäufe  |
| ------------------------- | ---------------------------------------------------------------------- | --------- |
| Belgien (BRMA)            | Gold                                                                   | 25.000    |
| Dänemark (IFPI)           | Platin                                                                 | 20.000    |
| Deutschland (BVMI)        | Gold                                                                   | 250.000   |
| Frankreich (SNEP)         | Gold                                                                   | 100.000   |
| Kanada (MC)               | 2× Platin                                                              | 200.000   |
| Niederlande (NVPI)        | Platin                                                                 | 100.000   |
| Österreich (IFPI)         | Gold                                                                   | 25.000    |
| Schweiz (IFPI)            | Platin                                                                 | 50.000    |
| Spanien (Promusicae)      | Platin                                                                 | 100.000   |
| Vereinigte Staaten (RIAA) | 2× Platin                                                              | 2.000.000 |
| Insgesamt                 | 4× Gold · 8× Platin ·                                                  | 2.870.000 |

### Testify
| Land/Region                  | Auszeichnungen für Musikverkäufe (Land/Region, Auszeichnung, Verkäufe) | Verkäufe    |
| ---------------------------- | ---------------------------------------------------------------------- | ----------- |
| Belgien (BRMA)               | Gold                                                                   | 25.000      |
| Dänemark (IFPI)              | Gold                                                                   | 25.000      |
| Deutschland (BVMI)           | 3× Gold                                                                | 450.000     |
| Europa (IFPI)                | Platin                                                                 | (1.000.000) |
| Frankreich (SNEP)            | 2× Platin                                                              | 600.000     |
| Niederlande (NVPI)           | Platin                                                                 | 80.000      |
| Österreich (IFPI)            | Gold                                                                   | 20.000      |
| Schweden (IFPI)              | Gold                                                                   | 30.000      |
| Schweiz (IFPI)               | Platin                                                                 | 40.000      |
| Spanien (Promusicae)         | Platin                                                                 | 100.000     |
| Vereinigtes Königreich (BPI) | Gold                                                                   | 100.000     |
| Insgesamt                    | 6× Gold · 7× Platin ·                                                  | 1.470.000   |

### Platinum Collection
| Land/Region                  | Auszeichnungen für Musikverkäufe (Land/Region, Auszeichnung, Verkäufe) | Verkäufe |
| ---------------------------- | ---------------------------------------------------------------------- | -------- |
| Vereinigtes Königreich (BPI) | Platin                                                                 | 300.000  |
| Insgesamt                    | 1× Platin ·                                                            | 300.000  |

### Love Songs: A Compilation… Old and New
| Land/Region                  | Auszeichnungen für Musikverkäufe (Land/Region, Auszeichnung, Verkäufe) | Verkäufe    |
| ---------------------------- | ---------------------------------------------------------------------- | ----------- |
| Belgien (BRMA)               | Gold                                                                   | 25.000      |
| Brasilien (PMB)              | Gold                                                                   | 50.000      |
| Dänemark (IFPI)              | Platin                                                                 | 40.000      |
| Deutschland (BVMI)           | 3× Gold                                                                | 300.000     |
| Europa (IFPI)                | Platin                                                                 | (1.000.000) |
| Frankreich (SNEP)            | 2× Gold                                                                | 200.000     |
| Irland (IRMA)                | Platin                                                                 | 15.000      |
| Italien (FIMI)               | Gold                                                                   | 50.000      |
| Kanada (MC)                  | Platin                                                                 | 100.000     |
| Österreich (IFPI)            | Gold                                                                   | 15.000      |
| Portugal (AFP)               | 2× Platin                                                              | 80.000      |
| Schweiz (IFPI)               | Platin                                                                 | 40.000      |
| Spanien (Promusicae)         | Gold                                                                   | 50.000      |
| Vereinigte Staaten (RIAA)    | Gold                                                                   | 500.000     |
| Vereinigtes Königreich (BPI) | 2× Platin                                                              | 600.000     |
| Insgesamt                    | 9× Gold · 10× Platin ·                                                 | 2.025.000   |

### Going Back
| Land/Region                  | Auszeichnungen für Musikverkäufe (Land/Region, Auszeichnung, Verkäufe) | Verkäufe |
| ---------------------------- | ---------------------------------------------------------------------- | -------- |
| Belgien (BRMA)               | Platin                                                                 | 30.000   |
| Brasilien (PMB)              | Gold                                                                   | 20.000   |
| Dänemark (IFPI)              | Gold                                                                   | 15.000   |
| Deutschland (BVMI)           | Platin                                                                 | 200.000  |
| Frankreich (SNEP)            | Platin                                                                 | 100.000  |
| Kanada (MC)                  | Gold                                                                   | 40.000   |
| Neuseeland (RMNZ)            | Gold                                                                   | 7.500    |
| Österreich (IFPI)            | Gold                                                                   | 10.000   |
| Polen (ZPAV)                 | Gold                                                                   | 10.000   |
| Schweiz (IFPI)               | Gold                                                                   | 15.000   |
| Vereinigtes Königreich (BPI) | Gold                                                                   | 100.000  |
| Insgesamt                    | 8× Gold · 3× Platin ·                                                  | 547.500  |

### The Singles
| Land/Region                  | Auszeichnungen für Musikverkäufe (Land/Region, Auszeichnung, Verkäufe) | Verkäufe |
| ---------------------------- | ---------------------------------------------------------------------- | -------- |
| Dänemark (IFPI)              | Gold                                                                   | 10.000   |
| Frankreich (SNEP)            | Platin                                                                 | 100.000  |
| Neuseeland (RMNZ)            | Gold                                                                   | 7.500    |
| Vereinigtes Königreich (BPI) | 2× Platin                                                              | 600.000  |
| Insgesamt                    | 2× Gold · 3× Platin ·                                                  | 717.500  |

## Auszeichnungen nach Singles

### In the Air Tonight
| Land/Region                  | Auszeichnungen für Musikverkäufe (Land/Region, Auszeichnung, Verkäufe) | Verkäufe  |
| ---------------------------- | ---------------------------------------------------------------------- | --------- |
| Dänemark (IFPI)              | Platin                                                                 | 90.000    |
| Deutschland (BVMI)           | Gold                                                                   | 250.000   |
| Italien (FIMI)               | Platin                                                                 | 50.000    |
| Neuseeland (RMNZ)            | 5× Platin                                                              | 150.000   |
| Polen (ZPAV)                 | Gold                                                                   | 25.000    |
| Spanien (Promusicae)         | Platin                                                                 | 60.000    |
| Vereinigte Staaten (RIAA)    | Gold (Physisch) · + 3× Platin (Digital)                                | 3.500.000 |
| Vereinigtes Königreich (BPI) | 2× Platin                                                              | 1.200.000 |
| Insgesamt                    | 3× Gold · 13× Platin ·                                                 | 5.325.000 |

### You Can’t Hurry Love
| Land/Region                  | Auszeichnungen für Musikverkäufe (Land/Region, Auszeichnung, Verkäufe) | Verkäufe  |
| ---------------------------- | ---------------------------------------------------------------------- | --------- |
| Dänemark (IFPI)              | Platin                                                                 | 90.000    |
| Deutschland (BVMI)           | Gold                                                                   | 300.000   |
| Frankreich (SNEP)            | Gold                                                                   | 100.000   |
| Italien (FIMI)               | Gold                                                                   | 35.000    |
| Neuseeland (RMNZ)            | 2× Platin                                                              | 60.000    |
| Niederlande (NVPI)           | Gold                                                                   | 100.000   |
| Spanien (Promusicae)         | Platin                                                                 | 60.000    |
| Vereinigtes Königreich (BPI) | Platin                                                                 | 600.000   |
| Insgesamt                    | 4× Gold · 5× Platin ·                                                  | 1.345.000 |

### Against All Odds (Take a Look at Me Now)
| Land/Region                  | Auszeichnungen für Musikverkäufe (Land/Region, Auszeichnung, Verkäufe) | Verkäufe  |
| ---------------------------- | ---------------------------------------------------------------------- | --------- |
| Dänemark (IFPI)              | Gold                                                                   | 45.000    |
| Frankreich (SNEP)            | Gold                                                                   | 100.000   |
| Italien (FIMI)               | Gold                                                                   | 35.000    |
| Neuseeland (RMNZ)            | Platin                                                                 | 30.000    |
| Polen (ZPAV)                 | Gold                                                                   | 25.000    |
| Spanien (Promusicae)         | Gold                                                                   | 30.000    |
| Vereinigte Staaten (RIAA)    | Gold                                                                   | 1.000.000 |
| Vereinigtes Königreich (BPI) | Gold (Physisch) · + Platin (Digital)                                   | 1.100.000 |
| Insgesamt                    | 7× Gold · 2× Platin ·                                                  | 2.365.000 |

### Easy Lover
| Land/Region                  | Auszeichnungen für Musikverkäufe (Land/Region, Auszeichnung, Verkäufe) | Verkäufe  |
| ---------------------------- | ---------------------------------------------------------------------- | --------- |
| Kanada (MC)                  | Platin                                                                 | 100.000   |
| Neuseeland (RMNZ)            | Platin                                                                 | 30.000    |
| Spanien (Promusicae)         | Gold                                                                   | 30.000    |
| Vereinigte Staaten (RIAA)    | Gold                                                                   | 1.000.000 |
| Vereinigtes Königreich (BPI) | Platin                                                                 | 600.000   |
| Insgesamt                    | 2× Gold · 3× Platin ·                                                  | 1.760.000 |

### Sussudio
| Land/Region                  | Auszeichnungen für Musikverkäufe (Land/Region, Auszeichnung, Verkäufe) | Verkäufe |
| ---------------------------- | ---------------------------------------------------------------------- | -------- |
| Neuseeland (RMNZ)            | Gold                                                                   | 15.000   |
| Vereinigte Staaten (RIAA)    | Gold                                                                   | 500.000  |
| Vereinigtes Königreich (BPI) | Silber                                                                 | 200.000  |
| Insgesamt                    | 1× Silber · 2× Gold ·                                                  | 715.000  |

### One More Night
| Land/Region                  | Auszeichnungen für Musikverkäufe (Land/Region, Auszeichnung, Verkäufe) | Verkäufe |
| ---------------------------- | ---------------------------------------------------------------------- | -------- |
| Neuseeland (RMNZ)            | Gold                                                                   | 15.000   |
| Vereinigte Staaten (RIAA)    | Gold                                                                   | 500.000  |
| Vereinigtes Königreich (BPI) | Silber                                                                 | 250.000  |
| Insgesamt                    | 1× Silber · 2× Gold ·                                                  | 765.000  |

### Separate Lives
| Land/Region                  | Auszeichnungen für Musikverkäufe (Land/Region, Auszeichnung, Verkäufe) | Verkäufe |
| ---------------------------- | ---------------------------------------------------------------------- | -------- |
| Vereinigtes Königreich (BPI) | Silber                                                                 | 250.000  |
| Insgesamt                    | 1× Silber ·                                                            | 250.000  |

### Do They Know It’s Christmas?
| Land/Region                  | Auszeichnungen für Musikverkäufe (Land/Region, Auszeichnung, Verkäufe) | Verkäufe  |
| ---------------------------- | ---------------------------------------------------------------------- | --------- |
| Deutschland (BVMI)           | Gold                                                                   | 250.000   |
| Kanada (MC)                  | Platin                                                                 | 100.000   |
| Neuseeland (RMNZ)            | Platin                                                                 | 20.000    |
| Vereinigte Staaten (RIAA)    | Gold                                                                   | 2.500.000 |
| Vereinigtes Königreich (BPI) | Platin                                                                 | 3.820.000 |
| Insgesamt                    | 2× Gold · 3× Platin ·                                                  | 6.690.000 |

### A Groovy Kind of Love
| Land/Region                  | Auszeichnungen für Musikverkäufe (Land/Region, Auszeichnung, Verkäufe) | Verkäufe  |
| ---------------------------- | ---------------------------------------------------------------------- | --------- |
| Australien (ARIA)            | Gold                                                                   | 35.000    |
| Deutschland (BVMI)           | Gold                                                                   | 250.000   |
| Neuseeland (RMNZ)            | Gold                                                                   | 15.000    |
| Schweden (IFPI)              | Gold                                                                   | 25.000    |
| Schweiz (IFPI)               | Gold                                                                   | 25.000    |
| Vereinigte Staaten (RIAA)    | Gold                                                                   | 500.000   |
| Vereinigtes Königreich (BPI) | Silber                                                                 | 250.000   |
| Insgesamt                    | 1× Silber · 6× Gold ·                                                  | 1.100.000 |

### Two Hearts
| Land/Region                  | Auszeichnungen für Musikverkäufe (Land/Region, Auszeichnung, Verkäufe) | Verkäufe |
| ---------------------------- | ---------------------------------------------------------------------- | -------- |
| Vereinigtes Königreich (BPI) | Silber (Physisch) · + Silber (Digital)                                 | 400.000  |
| Insgesamt                    | 2× Silber ·                                                            | 400.000  |

### Another Day in Paradise
| Land/Region                  | Auszeichnungen für Musikverkäufe (Land/Region, Auszeichnung, Verkäufe) | Verkäufe  |
| ---------------------------- | ---------------------------------------------------------------------- | --------- |
| Australien (ARIA)            | Gold                                                                   | 35.000    |
| Dänemark (IFPI)              | Platin                                                                 | 90.000    |
| Deutschland (BVMI)           | Gold                                                                   | 250.000   |
| Frankreich (SNEP)            | Silber                                                                 | 200.000   |
| Italien (FIMI)               | Gold                                                                   | 25.000    |
| Neuseeland (RMNZ)            | Platin                                                                 | 30.000    |
| Spanien (Promusicae)         | Platin                                                                 | 60.000    |
| Vereinigte Staaten (RIAA)    | Gold                                                                   | 500.000   |
| Vereinigtes Königreich (BPI) | Platin                                                                 | 600.000   |
| Insgesamt                    | 1× Silber · 4× Gold · 4× Platin ·                                      | 1.790.000 |

### I Wish It Would Rain Down
| Land/Region                  | Auszeichnungen für Musikverkäufe (Land/Region, Auszeichnung, Verkäufe) | Verkäufe |
| ---------------------------- | ---------------------------------------------------------------------- | -------- |
| Neuseeland (RMNZ)            | Gold                                                                   | 15.000   |
| Vereinigtes Königreich (BPI) | Silber                                                                 | 200.000  |
| Insgesamt                    | 1× Silber · 1× Gold ·                                                  | 215.000  |

### You’ll Be in My Heart
| Land/Region                  | Auszeichnungen für Musikverkäufe (Land/Region, Auszeichnung, Verkäufe) | Verkäufe  |
| ---------------------------- | ---------------------------------------------------------------------- | --------- |
| Dänemark (IFPI)              | Platin                                                                 | 90.000    |
| Neuseeland (RMNZ)            | Gold                                                                   | 15.000    |
| Spanien (Promusicae)         | Gold                                                                   | 30.000    |
| Vereinigte Staaten (RIAA)    | 3× Platin · + Gold (Duett-Version mit Glenn Close)                     | 1.000.000 |
| Vereinigtes Königreich (BPI) | Platin                                                                 | 600.000   |
| Insgesamt                    | 3× Gold · 5× Platin ·                                                  | 4.235.000 |

### Strangers Like Me
| Land/Region                  | Auszeichnungen für Musikverkäufe (Land/Region, Auszeichnung, Verkäufe) | Verkäufe  |
| ---------------------------- | ---------------------------------------------------------------------- | --------- |
| Dänemark (IFPI)              | Gold                                                                   | 45.000    |
| Vereinigte Staaten (RIAA)    | Platin                                                                 | 1.000.000 |
| Vereinigtes Königreich (BPI) | Silber                                                                 | 200.000   |
| Insgesamt                    | 1× Silber · 1× Gold · 1× Platin ·                                      | 1.245.000 |

### Son of Man
| Land/Region               | Auszeichnungen für Musikverkäufe (Land/Region, Auszeichnung, Verkäufe) | Verkäufe |
| ------------------------- | ---------------------------------------------------------------------- | -------- |
| Vereinigte Staaten (RIAA) | Gold                                                                   | 500.000  |
| Insgesamt                 | 1× Gold ·                                                              | 500.000  |

### Two Worlds
| Land/Region               | Auszeichnungen für Musikverkäufe (Land/Region, Auszeichnung, Verkäufe) | Verkäufe |
| ------------------------- | ---------------------------------------------------------------------- | -------- |
| Vereinigte Staaten (RIAA) | Gold                                                                   | 500.000  |
| Insgesamt                 | 1× Gold ·                                                              | 500.000  |

### In the Air Tonite
| Land/Region        | Auszeichnungen für Musikverkäufe (Land/Region, Auszeichnung, Verkäufe) | Verkäufe |
| ------------------ | ---------------------------------------------------------------------- | -------- |
| Deutschland (BVMI) | Gold                                                                   | 250.000  |
| Insgesamt          | 1× Gold ·                                                              | 250.000  |

### Can’t Stop Loving You
| Land/Region       | Auszeichnungen für Musikverkäufe (Land/Region, Auszeichnung, Verkäufe) | Verkäufe |
| ----------------- | ---------------------------------------------------------------------- | -------- |
| Belgien (BRMA)    | Gold                                                                   | 25.000   |
| Frankreich (SNEP) | Gold                                                                   | 250.000  |
| Insgesamt         | 2× Gold ·                                                              | 275.000  |

## Auszeichnungen nach Autorenbeteiligungen und Produktionen

### Follow You Follow Me(Genesis)
| Land/Region                  | Auszeichnungen für Musikverkäufe (Land/Region, Auszeichnung, Verkäufe) | Verkäufe |
| ---------------------------- | ---------------------------------------------------------------------- | -------- |
| Vereinigtes Königreich (BPI) | Silber                                                                 | 250.000  |
| Insgesamt                    | 1× Silber ·                                                            | 250.000  |

### Mama(Genesis)
| Land/Region                  | Auszeichnungen für Musikverkäufe (Land/Region, Auszeichnung, Verkäufe) | Verkäufe |
| ---------------------------- | ---------------------------------------------------------------------- | -------- |
| Vereinigtes Königreich (BPI) | Silber                                                                 | 250.000  |
| Insgesamt                    | 1× Silber ·                                                            | 250.000  |

### Puss’n Boots (Adam Ant)
| Land/Region                  | Auszeichnungen für Musikverkäufe (Land/Region, Auszeichnung, Verkäufe) | Verkäufe |
| ---------------------------- | ---------------------------------------------------------------------- | -------- |
| Vereinigtes Königreich (BPI) | Silber                                                                 | 250.000  |
| Insgesamt                    | 1× Silber ·                                                            | 250.000  |

### Invisible Touch(Genesis)
| Land/Region                  | Auszeichnungen für Musikverkäufe (Land/Region, Auszeichnung, Verkäufe) | Verkäufe |
| ---------------------------- | ---------------------------------------------------------------------- | -------- |
| Dänemark (IFPI)              | Gold                                                                   | 45.000   |
| Vereinigtes Königreich (BPI) | Gold                                                                   | 400.000  |
| Insgesamt                    | 2× Gold ·                                                              | 445.000  |

### Loco in Acapulco(The Four Tops)
| Land/Region                  | Auszeichnungen für Musikverkäufe (Land/Region, Auszeichnung, Verkäufe) | Verkäufe |
| ---------------------------- | ---------------------------------------------------------------------- | -------- |
| Vereinigtes Königreich (BPI) | Gold                                                                   | 400.000  |
| Insgesamt                    | 1× Gold ·                                                              | 400.000  |

### I Can’t Dance(Genesis)
| Land/Region       | Auszeichnungen für Musikverkäufe (Land/Region, Auszeichnung, Verkäufe) | Verkäufe |
| ----------------- | ---------------------------------------------------------------------- | -------- |
| Österreich (IFPI) | Gold                                                                   | 25.000   |
| Insgesamt         | 1× Gold ·                                                              | 25.000   |

### Against All Odds (Take a Look at Me Now)(Mariahfeat.Westlife)
| Land/Region                  | Auszeichnungen für Musikverkäufe (Land/Region, Auszeichnung, Verkäufe) | Verkäufe |
| ---------------------------- | ---------------------------------------------------------------------- | -------- |
| Dänemark (IFPI)              | Gold                                                                   | 10.000   |
| Schweden (IFPI)              | Gold                                                                   | 15.000   |
| Vereinigtes Königreich (BPI) | Gold                                                                   | 507.000  |
| Insgesamt                    | 3× Gold ·                                                              | 532.000  |

### Another Day in Paradise(BrandyfeatRay J)
| Land/Region                  | Auszeichnungen für Musikverkäufe (Land/Region, Auszeichnung, Verkäufe) | Verkäufe |
| ---------------------------- | ---------------------------------------------------------------------- | -------- |
| Australien (ARIA)            | Gold                                                                   | 35.000   |
| Belgien (BRMA)               | Gold                                                                   | 25.000   |
| Deutschland (BVMI)           | Gold                                                                   | 250.000  |
| Frankreich (SNEP)            | Silber                                                                 | 125.000  |
| Schweiz (IFPI)               | Gold                                                                   | 20.000   |
| Vereinigtes Königreich (BPI) | Silber                                                                 | 200.000  |
| Insgesamt                    | 2× Silber · 4× Gold ·                                                  | 655.000  |

### This Is the World We Live In (Alcazar)
| Land/Region     | Auszeichnungen für Musikverkäufe (Land/Region, Auszeichnung, Verkäufe) | Verkäufe |
| --------------- | ---------------------------------------------------------------------- | -------- |
| Schweden (IFPI) | Gold                                                                   | 10.000   |
| Insgesamt       | 1× Gold ·                                                              | 10.000   |

## Auszeichnungen nach Videoalben

### No Jacket Required EP
| Land/Region               | Auszeichnungen für Musikverkäufe (Land/Region, Auszeichnung, Verkäufe) | Verkäufe |
| ------------------------- | ---------------------------------------------------------------------- | -------- |
| Vereinigte Staaten (RIAA) | Platin                                                                 | 100.000  |
| Insgesamt                 | 1× Platin ·                                                            | 100.000  |

### The Singles Collection
| Land/Region               | Auszeichnungen für Musikverkäufe (Land/Region, Auszeichnung, Verkäufe) | Verkäufe |
| ------------------------- | ---------------------------------------------------------------------- | -------- |
| Vereinigte Staaten (RIAA) | Platin                                                                 | 100.000  |
| Insgesamt                 | 1× Platin ·                                                            | 100.000  |

### Seriously Live in Berlin
| Land/Region        | Auszeichnungen für Musikverkäufe (Land/Region, Auszeichnung, Verkäufe) | Verkäufe |
| ------------------ | ---------------------------------------------------------------------- | -------- |
| Australien (ARIA)  | Gold                                                                   | 7.500    |
| Deutschland (BVMI) | Gold                                                                   | 25.000   |
| Insgesamt          | 2× Gold ·                                                              | 32.500   |

### Live & Loose in Paris
| Land/Region         | Auszeichnungen für Musikverkäufe (Land/Region, Auszeichnung, Verkäufe) | Verkäufe |
| ------------------- | ---------------------------------------------------------------------- | -------- |
| Argentinien (CAPIF) | Platin                                                                 | 8.000    |
| Australien (ARIA)   | 2× Platin                                                              | 30.000   |
| Brasilien (PMB)     | Platin                                                                 | 50.000   |
| Neuseeland (RMNZ)   | Gold                                                                   | 2.500    |
| Niederlande (NVPI)  | Gold                                                                   | 40.000   |
| Insgesamt           | 2× Gold · 4× Platin ·                                                  | 130.500  |

### Serious Hits… Live!
| Land/Region               | Auszeichnungen für Musikverkäufe (Land/Region, Auszeichnung, Verkäufe) | Verkäufe |
| ------------------------- | ---------------------------------------------------------------------- | -------- |
| Argentinien (CAPIF)       | 6× Platin                                                              | 48.000   |
| Australien (ARIA)         | Gold                                                                   | 7.500    |
| Brasilien (PMB)           | Platin                                                                 | 50.000   |
| Deutschland (BVMI)        | Platin                                                                 | 50.000   |
| Niederlande (NVPI)        | Gold                                                                   | 40.000   |
| Portugal (AFP)            | Platin                                                                 | 8.000    |
| Vereinigte Staaten (RIAA) | Platin                                                                 | 100.000  |
| Insgesamt                 | 2× Gold · 10× Platin ·                                                 | 303.500  |

### Finally… The First Farewell Tour
| Land/Region                  | Auszeichnungen für Musikverkäufe (Land/Region, Auszeichnung, Verkäufe) | Verkäufe |
| ---------------------------- | ---------------------------------------------------------------------- | -------- |
| Argentinien (CAPIF)          | Platin                                                                 | 8.000    |
| Australien (ARIA)            | 3× Platin                                                              | 45.000   |
| Deutschland (BVMI)           | 11× Gold                                                               | 275.000  |
| Frankreich (SNEP)            | 3× Platin                                                              | 60.000   |
| Kanada (MC)                  | 3× Platin                                                              | 30.000   |
| Niederlande (NVPI)           | Gold                                                                   | 40.000   |
| Portugal (AFP)               | 4× Platin                                                              | 32.000   |
| Schweiz (IFPI)               | Gold                                                                   | 3.000    |
| Vereinigtes Königreich (BPI) | Platin                                                                 | 50.000   |
| Insgesamt                    | 3× Gold · 20× Platin ·                                                 | 543.000  |

### Going Back – Live At Roseland Ballroom
| Land/Region       | Auszeichnungen für Musikverkäufe (Land/Region, Auszeichnung, Verkäufe) | Verkäufe |
| ----------------- | ---------------------------------------------------------------------- | -------- |
| Frankreich (UPFI) | Gold                                                                   | 7.500    |
| Kanada (MC)       | Gold                                                                   | 5.000    |
| Insgesamt         | 2× Gold ·                                                              | 12.500   |

## Statistik und Quellen
| Land/RegionAuszeichnungen für Musikverkäufe (Land/Region, Auszeichnungen, Verkäufe, Quellen) | Silber       | Gold         | Platin         | Diamant     | Verkäufe     | Quellen |
| -------------------------------------------------------------------------------------------- | ------------ | ------------ | -------------- | ----------- | ------------ | --- |
| Argentinien (CAPIF)                                                                          | —            | —            | 22× Platin22   | —           | 896.000      | capif.org.ar (Memento vom 6. Juli 2011 im Internet Archive) AR2 (Memento vom 31. Mai 2011 im Internet Archive) |
| Australien (ARIA)                                                                            | —            | 7× Gold7     | 28× Platin28   | —           | 1.865.000    | aria.com.au |
| Belgien (BRMA)                                                                               | —            | 7× Gold7     | 10× Platin10   | —           | 665.000      | ultratop.be |
| Brasilien (PMB)                                                                              | —            | 5× Gold5     | 5× Platin5     | —           | 1.220.000    | pro-musicabr.org.br                                                                                            |
| Dänemark (IFPI)                                                                              | —            | 9× Gold9     | 14× Platin14   | —           | 835.000      | ifpi.dk hitlisten.nu                                                                                           |
| Deutschland (BVMI)                                                                           | —            | 15× Gold15   | 31× Platin31   | —           | 15.100.000   | musikindustrie.de                                                                                              |
| Europa (IFPI)                                                                                | —            | —            | 11× Platin11   | —           | (11.000.000) | ifpi.org (Memento vom 1. Januar 2014 im Internet Archive)                                                      |
| Finnland (IFPI)                                                                              | —            | 3× Gold3     | Platin1        | —           | 182.581      | ifpi.fi |
| Frankreich (SNEP)                                                                            | 2× Silber2   | 8× Gold8     | 16× Platin16   | 2× Diamant2 | 6.235.000    | infodisc.fr snepmusique.com                                                                                    |
| Frankreich (UPFI)                                                                            | —            | Gold1        | —              | —           | 7.500        | upfi.fr |
| Hongkong (IFPI/HKRIA)                                                                        | —            | Gold1        | 2× Platin2     | —           | 50.000       | ifpihk.org |
| Irland (IRMA)                                                                                | —            | —            | 3× Platin3     | —           | 55.000       | irishcharts.ie                                                                                                 |
| Italien (FIMI)                                                                               | —            | 6× Gold6     | 6× Platin6     | —           | 845.000      | fimi.it |
| Japan (RIAJ)                                                                                 | —            | 2× Gold2     | 3× Platin3     | —           | 800.000      | riaj.or.jp |
| Kanada (MC)                                                                                  | —            | 2× Gold2     | 22× Platin22   | 2× Diamant2 | 3.975.000    | musiccanada.com                                                                                                |
| Neuseeland (RMNZ)                                                                            | —            | 8× Gold8     | 39× Platin39   | —           | 927.500      | radioscope.net.nz (Memento vom 24. Juli 2011 im Internet Archive) NZ2 NZ3                                      |
| Niederlande (NVPI)                                                                           | —            | 5× Gold5     | 10× Platin10   | —           | 1.210.000    | nvpi.nl |
| Norwegen (IFPI)                                                                              | —            | Gold1        | Platin1        | —           | 75.000       | ifpi.no (Memento vom 5. November 2012 im Internet Archive)                                                     |
| Österreich (IFPI)                                                                            | —            | 7× Gold7     | 7× Platin7     | —           | 495.000      | ifpi.at |
| Polen (ZPAV)                                                                                 | —            | 4× Gold4     | —              | —           | 110.000      | olis.pl |
| Portugal (AFP)                                                                               | —            | Gold1        | 11× Platin11   | —           | 310.000      | afp.org.pt (Memento vom 20. Februar 2012 im Internet Archive)                                                  |
| Schweden (IFPI)                                                                              | —            | 6× Gold6     | Platin1        | —           | 260.000      | sverigetopplistan.se                                                                                           |
| Schweiz (IFPI)                                                                               | —            | 4× Gold4     | 19× Platin19   | —           | 993.000      | hitparade.ch                                                                                                   |
| Spanien (Promusicae)                                                                         | —            | 4× Gold4     | 22× Platin22   | —           | 2.220.000    | elportaldemusica.es ES2 ES3 ES4 ES5                                                                            |
| Vereinigte Staaten (RIAA)                                                                    | —            | 13× Gold13   | 35× Platin35   | Diamant1    | 50.800.000   | riaa.com |
| Vereinigtes Königreich (BPI)                                                                 | 12× Silber12 | 7× Gold7     | 49× Platin49   | —           | 24.727.000   | bpi.co.uk |
| Insgesamt                                                                                    | 14× Silber14 | 126× Gold126 | 367× Platin367 | 5× Diamant5 |              | |